# 大胸鰭新海鯰
大胸鰭新海鯰為輻鰭魚綱鯰形目海鯰科的其中一種，分布於新幾內亞及澳洲半鹹水水域、海域，體長可達39.3公分，棲息在沿海、河口區，屬肉食性。

## 擴展閱讀
維基物種上的相關：大胸鰭新海鯰